# Họ Cá bám đá
Họ Cá bám đá (danh pháp khoa học: Balitoridae) là một họ cá có kích thước nhỏ, sinh sống tại Nam Á. Đông Nam Á, và Đông Á. Họ Balitoridae gồm 99 loài. Nhiều thành viên trong họ này những loài cá cảnh phổ biến. Chúng có một số điểm tương đồng với các loài trong họ Cobitidae (một họ có họ hàng gần), chẳng hạn như nhiều râu xung quanh miệng. Không nên nhầm lẫn với các loài Loricariidae vì tuy trông tương tự nhưng đó là một họ cá da trơn.
Phần lớn các loài sống ở vùng nước suối chảy, trong và giàu oxy. Một số loài trong họ sống trong suối chảy nhanh hoặc các hay dòng nước chảy xiết và có các vây bụng biến đổi được sử dụng để bám vào đá.
Phân họ Nemacheilinae gần đây đã được tách ra thành một họ riêng biệt là Nemacheilidae, và nhiều loài và chi đã được tách ra thành họ Gastromyzontidae.

## Các chi
Các chi liệt kê dưới đây lấy theo sửa đổi năm 2012 của Kottelat:
- Balitora
- Balitoropsis
- Bhavania
- Cryptotora
- Hemimyzon
- Homaloptera
- Homalopteroides
- Homalopterula
- Jinshaia
- Lepturichthys
- Metahomaloptera
- Neohomaloptera
- Sinogastromyzon
- Travancoria